# Wallows
Wallows es una banda de rock alternativo estadounidense proveniente de Los Ángeles formada por Dylan Minnette, Braeden Lemasters y Cole Preston. La banda empezó a publicar canciones en abril de 2017 empezando con "Pleaser", el cual logró número dos en el ranking de Spotify Top Viral 50. En 2018, firmaron un contrato con la discográfica Atlantic Records y publicaron su EP debut Spring. Su álbum de estudio debut, Nothing Happens, salió a la venta en 2019 e incluyó su famoso sencillo "Are You Bored Yet?".

## Historia
Los miembros de la banda son: Braeden Lemasters (guitarra y vocalista), Cole Preston (batería), y Dylan Minnette (guitarra y vocalista). Primero formaron un grupo musical cuando eran niños, en un programa musical de California Del sur (GigMasterz in TKeyboard Galleria Music Center), se llamaron "Join the Band". Durante la siguiente década, el trío actuó varias veces juntos, llamándose de muchas formas distintas. También tocaron en el famoso Warped Tour. en 2011. 
En abril de 2017, la banda sacó su primer sencillo bajo el nombre Wallows, "Pleaser". La canción finalmente lograría el número dos en el ranking de Spotify Global Viral 50 y el número uno en la lista de reproducción local de la emisora KROQ. En mayo de 2017, Wallows saca un segundo sencillo, "Sun Tan", y empieza a tocar en conciertos en el área de Los Ángeles, agotando las entradas en The Roxy y el Troubadour. Su tercer sencillo, "Uncomfortable", fue publicado en septiembre de 2017.
En noviembre de 2017, la canción, "Pulling Leaves Off Trees", fue estrenada en el programa de radio Zane Lowe's en la emisora mundial Beats 1. Aquel mes, la banda también anunció su primer tour "Winter Tour" en Norteamérica que se celebraría del enero 24 al 3 de febrero del 2018. El tour se abrió en San Francisco. Meses más tarde, debido al soldout de los concierto anteriores, se anunció una segunda parte del tour extendiendolo hasta el 13 de marzo. En febrero de 2018, la banda anunció que habían firmado un contrato con la discográfica Atlantic Records y planeaban publicar su EP debut, Spring, en abril de 2018. También publicaron un nuevo sencillo, "Pictures of Girls", su primer sencillo con la discográfica. La canción fue muy bien acogida por la prensa, como por la emisora de radio de rock alternativo Alt Nation, perteneciente a la emisora SiriusXM .
Wallows acabó su tour norteamericano en el festival South by Southwest en marzo de 2018. Más tarde ese mes, sacaron un segundo sencillo de Spring titulado "These days". El EP completo salió a la venta el 6 de abril de 2018 por Atlantic Records y fue producido por John Congleton.
El 1 de febrero de 2019, Wallows sacó un nuevo sencillo, "Are You Bored Yet?" junto a la cantante Clairo. Esta canción es parte de su álbum de debut, Nothing Happens, que fue publicado el 22 de marzo de 2019. Un videoclip musical fue también publicado ese día con cameos de Noah Centineo y Kaitlyn Dever.
Wallows inició entonces una segunda parte de su tour Nothing Happens en febrero de 2020, continuación de su  Nothing Happens Tour de 2019, para 15 conciertos adicionales. La banda ha participado en ONGs sin ánimo de lucro locales en cada de las ciudades por las que han pasado durante su tour, como Proyecto Lazarus o el Centro LGBT de Raleigh. Antes de cada espectáculo, la banda publicaba en sus redes sociales una lista de objetos que se podían donar para que los atendientes a los conciertos pudieran colaborar trayendo algo (con el incentivo de llevarse gratis un pin de Wallows a cambio de donar), y consiguierun una enorme cantidad de objetos tras todos sus conciertos. En una entrevista con la cadena de radio de Tampa 97X, Minnette comentó que la organización con la que ellos colaboraron en Fort Lauderale, Florida (Handy Inc.) dijo que los seguidores de Wallows habían traído a su concierto un equivalente a cinco meses de suministros que ellos hubieran recolectado.
Wallows alcanzó el n.º 1 en la lista artistas revelación de Billboard el 23 de febrero de 2019

## Miembros
- Dylan Minnette – vocalista, guitarra rítmica, teclados, batería (2017–presente)
- Braeden Lemasters – vocalista, guitarra principal, guitarra de graves (2017-presente)
- Cole Preston – batería, teclados, coros, vocalista (2017–presente)

## Discografía

### Álbumes

#### Álbumes de estudio
| 2019 | Nothing Happens - Calificación de Allmusic:                                                                                    | 75 | 13 | 8 | —  | —  | —  |
| 2022 | Tell Me That It's Over - Calificación de Allmusic: - Puntuación de Metacritic: 79/100                                          | 49 | 7  | 5 | 87 | 97 | 88 |
| 2024 | Model - Fecha de publicación: 24 de mayo de 2024 - Discográfica: Atlantic Records - Formatos: descarga digital, CD, Casete, LP | —  | —  | — | —  | —  | —  |

#### Álbumes recopilatorios
| Año  | Álbum |
| ---- | --- |
| 2022 | Wallows Singles Collection 2017-2020 - Fecha de publicación: 23 de abril de 2022 - Discográfica: Atlantic Records - Formatos: LP |

### EPs
| Año  | Álbum | Posicionamiento en listas | Posicionamiento en listas | Posicionamiento en listas |
| Año  | Álbum | EUA                       | EUA Rock                  | EUA Alt.                  |
| ---- | --- | ------------------------- | ------------------------- | ------------------------- |
| 2014 | The Narwhals (como The Narwhals) - Fecha de publicación: 10 de octubre de 2014 - Discográfica: Independiente - Formatos: descarga digital, CD, Casete, LP | —                         | —                         | —                         |
| 2018 | Spring - Fecha de publicación: 6 de abril de 2018 - Discográfica: Atlantic Records - Formatos: descarga digital, CD, Casete, LP                           | —                         | —                         | —                         |
| 2020 | Remote - Calificación de Allmusic: | 129                       | 23                        | 12                        |

### Sencillos
| Año  | Sencillo                                                       | Posiciones en listas | Posiciones en listas | Certificaciones                                          | Álbum                  |
| Año  | Sencillo                                                       | EUA Alt.             | EUA Rock             | Certificaciones                                          | Álbum                  |
| ---- | -------------------------------------------------------------- | -------------------- | -------------------- | -------------------------------------------------------- | ---------------------- |
| 2017 | «Pleaser»                                                      | —                    | —                    |                                                          | Sin álbum              |
| 2017 | «Sun Tan                                                       | —                    | —                    |                                                          | Sin álbum              |
| 2017 | «Uncomfortable"                                                | —                    | —                    |                                                          | Sin álbum              |
| 2017 | «Pulling Leaves Off Trees"                                     | —                    | —                    |                                                          | Sin álbum              |
| 2018 | «Pictures of Girls"                                            | 39                   | —                    |                                                          | Spring                 |
| 2018 | «These Days"                                                   | —                    | —                    | - RIAA: Oro                                              | Spring                 |
| 2018 | «Underneath the Streetlights in the Winter Outside Your House" | —                    | —                    |                                                          | Sin álbum              |
| 2018 | «1980s Horror Film II"                                         | —                    | —                    |                                                          | Sin álbum              |
| 2018 | «Drunk on Halloween"                                           | —                    | —                    |                                                          | Sin álbum              |
| 2019 | «Are You Bored Yet?" (con Clairo)                              | —                    | 33                   | - RIAA: 2xPlatino - MC: Platino - ARIA: Oro - BPI: Plata | Nothing Happens        |
| 2019 | «Scrawny"                                                      | —                    | —                    | - RIAA: Oro                                              | Nothing Happens        |
| 2019 | «Sidelines"                                                    | —                    | —                    |                                                          | Nothing Happens        |
| 2019 | «Trust Fall" / "Just Like a Movie"                             | —                    | —                    |                                                          | Sin álbum              |
| 2020 | «OK"                                                           | —                    | 28                   |                                                          | Remote                 |
| 2020 | «Nobody Gets Me (Like You)"                                    | —                    | —                    |                                                          | Remote                 |
| 2020 | «Virtual Aerobics"                                             | —                    | —                    |                                                          | Remote                 |
| 2021 | «Quarterback"                                                  | —                    | —                    |                                                          | Remote                 |
| 2021 | «I Don't Want To Talk"                                         | —                    | —                    |                                                          | Tell Me That It's Over |
| 2022 | «Especially You"                                               | —                    | —                    |                                                          | Tell Me That It's Over |
| 2022 | «At the End of the Day"                                        | —                    | —                    |                                                          | Tell Me That It's Over |

## Premios y nominaciones
| Premio                 | Año  | Categoría                           | Resultado | Ref    |
| ---------------------- | ---- | ----------------------------------- | --------- | ------ |
| MTV EMAs               | 2020 | Mejor Artista Push                  | Nominado  | [ 39 ] |
| MTV Video Music Awards | 2021 | Mejor Perfomance del Año            | Nominado  | [ 40 ] |
| iHeartRadio Awards     | 2021 | Artista revelación Rock/Alternativo | Nominado  | [ 41 ] |